# 미즈노역
미즈노역(일본어: 水野駅, みずのえき)은 일본 아이치현 세토시에 소재하는 나고야 철도 세토선의 역이다. 역 번호는 ST17이다.

## 역사
- 1905년 4월 2일: 이마무라역으로 영업 개시.
- 1939년 9월 1일: 미즈노역으로 역명 변경.
- 1985년 12월 27일: 역사 개축.
- 2005년 1월 29일: 급행 정차역으로 승격됨.
- 2006년
  - 8월 29일: 무인화 및 역 집중 관리 시스템 도입.
  - 12월 16일: 트랜 패스 도입.
- 2011년 2월 11일: IC카드 승차권 manaca 도입.
- 2012년 2월 29일: 트랜 패스 공용 종료.
- 2016년: 기타구치 개찰구 설치 및 역전 로터리 정비 개시.

## 역 구조
상대식 승강장 2면 2선의 지상역이다. 커브 상에 있어 승하차 시에는 발 밑에 주의가 필요하다.
일부 시간대 무인역이었으나 현재는 역 집중 관리 시스템이 도입되었기 때문에 종일 간이역이다.

### 승강장
| 번호 | 노선      | 방향 | 행선                    |
| ---- | --------- | ---- | ----------------------- |
| 1    | ■ 세토 선 | 하행 | 오와리세토 방면         |
| 2    | ■ 세토 선 | 상행 | 오조네・사카에마치 방면 |

## 역 주변
역 주변은 주택지이다.
- 세토 경찰서 교에이 파출소
- 스즈키 정형 외과
- 아이치 현립 세토 고등학교
- 세토 공공 직업 안정소
- 세토 시립 휴일 응급 진료소
- 세토 시립 이마무라 보육원
- 세토 아사히 의사 회관
- 세콤 세토 영업소
- 아이치 현영 미즈노 주택
- 고용 촉진 주택 세토
- 세토 신용 금고 본점 영업부 고한 출장소
- 세토 신용 금고 교에이 지점
- 세토 시립 고한 초등학교
- 세토 시립 히가시야마 초등학교
- 세토 소년원
- 아오야마 병원
- 고한 우체국
- 지유 세토점
- 산와 푸드-역사에서 길 건너 편 슈퍼 마켓.
- V드래그 세토 미즈노점
- 성 카피타니오 여자 고등학교
- 미도리가오카 여학원
- 비즈니스 호텔 9번관
- 세이유 세토점
- 하치오지 신사
- 성 요 제후 수도원
- 세토 공립 병원
- 마쓰야 세토점
- 메이테쓰 버스 마쓰하라초 버스 정류장
- 세토 가도(아이치 현도 61호 나고야세토 선)
- 국도 제363호선

## 인접역
| 나고야 철도 ■ 세토선      | 나고야 철도 ■ 세토선 | 나고야 철도 ■ 세토선        |
| ------------------------- | -------------------- | --------------------------- |
| ST16 산고 사카에마치 방면 | ■ 급행 ■ 준급 ■ 보통 | 신세토 ST18 오와리세토 방면 |